# Plebiscyt Przeglądu Sportowego 1953
19. Plebiscyt Przeglądu Sportowego na najlepszego sportowca Polski miał zostać zorganizowany w 1953 roku.
W 1953 władze PRL nie zezwoliły na przeprowadzenie plebiscytu i przysłały do Przeglądu Sportowego swoją listę laureatów. Jednym z powodów takiej reakcji była obawa przed zaistnieniem na liście sportowców, których poglądy nie pokrywały się z linią ideologiczną partii. 
W grudniu 1988 powstała lista najlepszych sportowców Polski wyłoniona przez 18 wybranych ekspertów (w tym parę małżeńską głosującą wspólnie) - w większości dziennikarzy sportowych (głównie związanych z "Przeglądem"), a także zawodników, trenerów i działaczy. Był to jedyny przypadek w historii Plebiscytu, kiedy o kolejności miejsc nie decydowali czytelnicy gazety. Zwycięzca został uhonorowany na balu podsumowującym plebiscyt z 1988, a w efekcie dodatkowego wyboru najlepszych sportowców zmieniono numerację Plebiscytów. 
Grono ekspertów stanowili:
- Tadeusz Ulatowski
- Janusz Jeleń
- Roman Stanowski
- Romualda i Zygmunt Olesiewiczowie
- Eugeniusz Warmiński
- Mieczysław Szymkowiak
- Jerzy Jabrzemski
- Jerzy Zmarzlik
- Adam Choynowski
- Witold Domański
- Mirosław Skurzewski
- Mieczysław Kaleta
- Włodzimierz Źróbik
- Włodzimierz Reczek
- Jan Mulak
- Bogdan Tuszyński
- Jacek Samulski

## Wyniki
1. Leszek Drogosz - boks (134 pkt.)
2. Janusz Sidło - lekkoatletyka (122)
3. Zenon Stefaniuk - boks (111)
4. Zygmunt Chychła - boks (109)
5. Henryk Kukier - boks (99)
6. Marek Petrusewicz - pływanie (90)
7. Józef Kruża  - boks (80)
8. Teodor Kocerka - wioślarstwo (33)
9. Władysław Skonecki - tenis (27)
10. Stanisław Królak - kolarstwo (24)
11. Wojciech Zabłocki - szermierka (23)
12. Barbara Grocholska - narciarstwo (19)
13. Gerard Cieślik - piłka nożna (12)
14. Andrzej Gąsienica Roj - narciarstwo (12)
15. Stanisław Marusarz - narciarstwo (10)
16. Zbigniew Pietrzykowski - boks (9)
17. Adam Witek - szybownictwo (8)
18. Jerzy Popiel - szybownictwo (4)
19. Ewa Nehay - szybownictwo (2)
20. Jerzy Pawłowski - szermierka (2)
21. Edward Szymkowiak - piłka nożna (2)
22. Bohdan Bartosiewicz - piłka ręczna, siatkówka, koszykówka (1)
23. Gotfryd Gremlowski - pływanie (1)
24. Bogdan Węgrzyniak - boks (1)